# Arrondissement Rethel
Arrondissement Rethel (fr. Arrondissement de Rethel) je správní územní jednotka ležící v departementu Ardensko a regionu Grand Est ve Francii. Člení se dále na tři kantony a 101 obcí.

## Kantony
od roku 2015:
- Château-Porcien
- Rethel
- Signy-l'Abbaye (část)

před rokem 2015:
- Asfeld
- Château-Porcien
- Chaumont-Porcien
- Juniville
- Novion-Porcien
- Rethel